# 출림어
출림어(Chulym, 러시아어: Чулымский язык)는 역사적으로 출림인들이 사용하던 사멸 직전의 튀르크어족 언어이다. 현재 출림인의 민족 인구는 300여 명이나 그 중 출림어의 화자는 30명을 채 넘지 않는 것으로 알려졌다. 자기 명칭은 "외스어"(Ось тили, Ös tili)나 "타타르어"(тадар тили, tadar tili)이다.
오비강의 지류인 출림강을 따라 있는 여러 지역에서 사용되었다. 이 지역은 시베리아 남서부이자 알타이 산맥 북쪽에 있다.

## 분류
Nogorodov et al.(2015)는 어휘 비교를 근거로 출림어가 킵차크어파에 가깝다고 주장하였다. 그러나 출림어는 시베리아 튀르크어인 쇼르어나 하카스어와도 가까운 관계인데, 방언에 따라 하류 출림어는 타타르어의 영향이 강하고 중류 출림어는 하카스어의 영향이 더 강하다. 또한 상당한 예니세이어의 영향도 보이는데, 중류 출림어 화자 집단 자체가 예니세이어, 오비우그리아어, 사모예드어를 사용하던 집단이 동화되어 튀르크어를 말하게 되며 형성된 집단이기 때문이다.